# O Rei Leão (musical)
O Rei Leão é um musical que está em exibição na Broadway de Nova Iorque desde julho de 1997. Foi produzido pela Disney Theatrical Productions e baseado no filme de animação da Walt Disney. A música é de Elton John e as letras de Tim Rice, tendo canções adicionais de Hans Zimmer, Lebo M, Mark Mancina, Jay Rifkin e Julie Taymor. Dirigido por Julie Taymor, que se tornou a primeira mulher a ganhar o Tony Award de Melhor Direção, o espetáculo conta com atores fantasiados de animais e fantoches.
Estreou em 8 de julho de 1997, em Minneapolis, Minnesota, no Teatro Orpheum, e foi um sucesso instantâneo antes de sua estreia na Broadway no New Amsterdam Theatre em 15 de outubro de 1997. A abertura oficial foi no dia 13 de novembro de 1997. Em 13 de junho de 2006, a produção mudou para o Minskoff Theatre abrindo caminho para a versão musical de Mary Poppins; no Minskoff ainda está em cartaz depois de mais de 6700 apresentações. É o terceiro musical com maior tempo em cartaz na história da Broadway e a maior bilheteria de uma produção da mesma em todos os tempos, tendo arrecadado mais de US$ 1 bilhão. É o musical de maior sucesso em todo o mundo, tendo arrecadado US$ 6 bilhões.
O espetáculo estreou em West End no Lyceum Theatre em 19 de outubro de 1999 e ainda está em execução. O elenco da produção do West End foi convidado para se apresentar no Royal Variety Performance, no London Palladium, em 11 de dezembro de 2008, na presença de altos membros da família real britânica.
Em junho de 2012, foi confirmada a estreia, para 28 de março de 2013, de uma produção em São Paulo, com a atriz sul-africana (e ex-atriz da turnê nacional) Phindile Mkhize, no papel do babuíno Rafiki, e com as traduções feitas por Gilberto Gil. O musical estreou com sucesso em São Paulo, encerrando sua temporada no dia 14 de dezembro de 2014.
No Brasil, estreou no Teatro Renault (SP), sendo emocionantemente apreciado por artistas-aprendizes do Programa Fábricas de Cultura, projeto do governo do estado de São Paulo.
Dez anos depois, foi confirmado um revival no Brasil, exibido em 20 de julho de 2023 com produção novamente da Time For Fun no Teatro Renault, desta vez com a atriz sul-africana Zama Magudulela no papel da Rafiki, Thales Cesar como Simba e Jeniffer Nascimento como Nala.

## Adaptação
O musical incorpora várias alterações e adições à história, em comparação com o filme. O babuíno Rafiki foi alterado para um papel feminino porque Taymor notou que não havia nenhuma personagem feminina principal no filme. Rafiki foi retratado por Tsidii Le Loka no musical original da Broadway e por Josette Bushell-Mingo na produção original de Londres.

### O Rei Leão na Broadway e West End
Várias novas cenas estão presentes, incluindo uma conversa entre Mufasa e Zazu sobre a linhagem de Mufasa e, uma cena perigosa, em que Timão se encontra quase se afogando em uma cachoeira, enquanto Simba se sente impotente para ajudá-lo. Uma adição à narrativa principal, é a representação da partida de Nala na "The Madness of King Scar", onde o vilão se deteriorando mentalmente tenta fazer de Nala sua companheira. Nala se recusa e depois anuncia sua intenção de sair das Terras do Reino e encontrar ajuda. Ela recebe as bênçãos das leoas e de Rafiki durante a nova música "Shadowland".

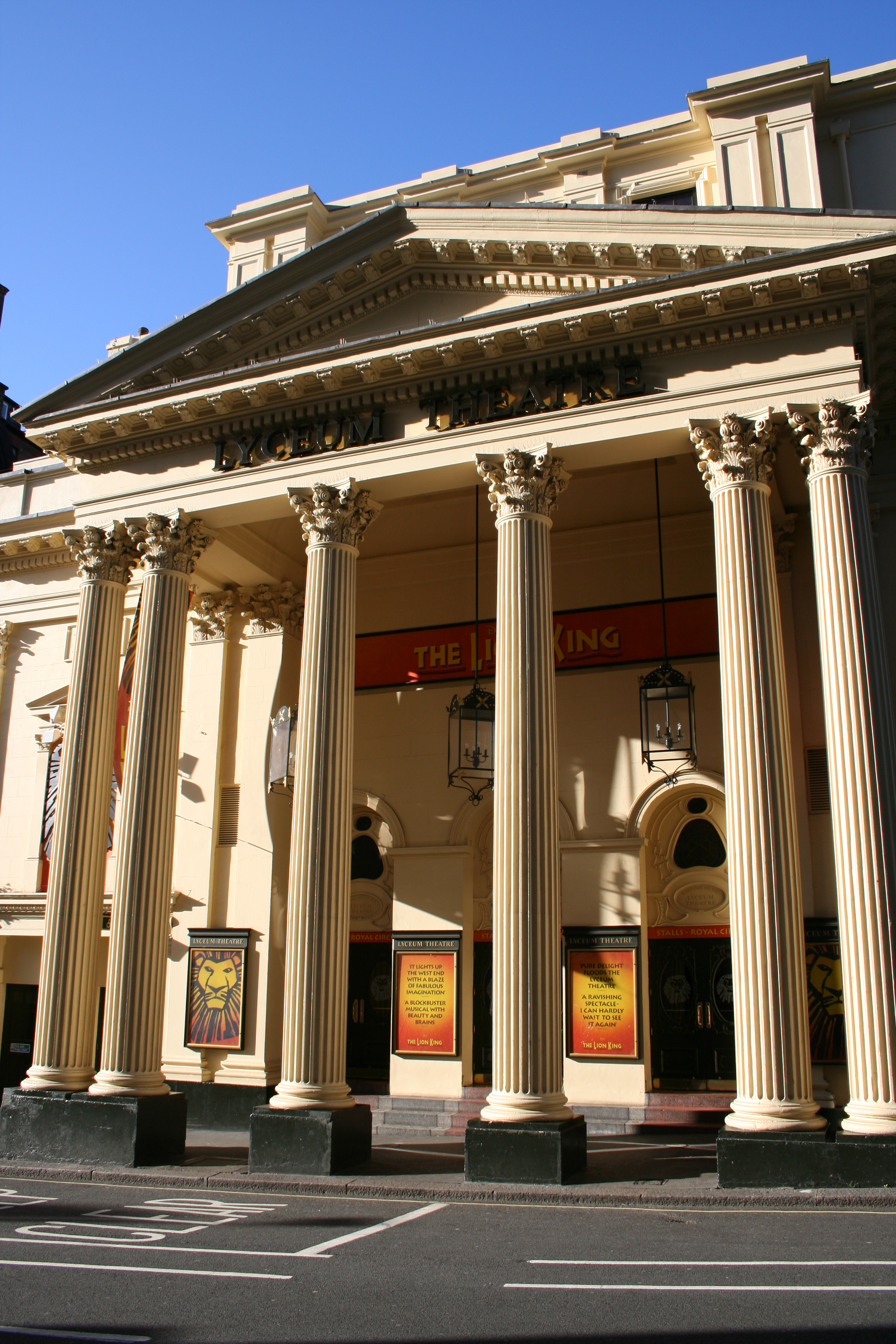
O Rei Leão em cartaz no Lyceum Theatre (Londres)

Como seu antecessor, A Bela e a Fera (musical), o show acrescenta mais músicas para a sua produção de palco, incluindo "Morning Report", cantada por Zazu e mais tarde acrescentada ao filme para o lançamento em Platinum Edition DVD. "Shadowland", originalmente apresentado no CD Rhythm of the Pride Lands com letras zulus como "Lea Halelela", foi adaptada para o musical com novas letras em inglês. É cantado por Nala, as leoas e Rafiki. "Endless Night", também do Rhythm of the Pride Lands com letras Swahili em "Lala", é cantada por Simba, enquanto refletia sobre a promessa de Mufasa sempre estar lá. "One by One" da Rhythm of the Pride Lands foi adaptado como uma música no estilo africano empolgante cantada pelo coro, na abertura do segundo ato.
Muitos dos animais retratados na produção são atores no traje, usando ferramentas extras para mover suas fantasias. Por exemplo, as girafas são retratadas por atores andando em pernas de pau. Para personagens principais, como Mufasa e Scar, os trajes apresentam apetrechos mecânicos que auxiliam em movimentos como levantar ou descer para alimentar a ilusão do andar de um gato. Outros personagens, como as hienas, Zazu, Timão e Pumba, são retratados por atores em bonecos em tamanho natural ou fantasias. 
O personagem Timão é descrito por Taymor como um dos papéis mais difíceis de dominar, porque o movimento da cabeça e os braços do boneco coloca uma pressão sobre os braços do ator, costas e pescoço.
O compositor Lebo M liderou o coro da Broadway original. Os membros do coro são normalmente visíveis na produção, em vez de ser escondido nas sombras, como visto em alguns outros shows musicais.
A nova música, the Lioness Hunt, apresenta uma sequência de dança particularmente complicado para as atrizes, e a dança é ainda mais difícil pelos grandes capacetes usados durante a cena.
Durante a temporada do espetáculo na China, elementos chineses foram incluídos no musical. Uma das músicas foi adaptada para uma canção pop chinês bem conhecido, "Laoshu aí dami" ou "Mice Love Rice". O elenco ainda contava piadas e tentativas de conversas com o público em chinês.
Em 27 de junho de 2010, nove minutos da versão da Broadway foram cortados, entre eles todo o número musical de "Morning Report". A canção também foi removida das produções posteriores e gravações do elenco, como a versão espanhola.

### O musical deO Rei Leãoretorna ao Brasil após 10 anos
Após uma década de espera, o espetáculo O Rei Leão, da Disney, um dos maiores triunfos da Broadway e um dos musicais mais bem sucedidos do mundo, retorna aos palcos brasileiros prometendo reviver a magia que encantou mais de 112 milhões de espectadores ao redor do mundo.
A nova temporada, que estreou em 2023 no Teatro Renault em São Paulo, marca o retorno triunfal de uma produção que, em sua primeira montagem no Brasil, entre março de 2013 e dezembro de 2014, vendeu mais de 850 mil ingressos.
A adaptação brasileira do musical O Rei Leão para a língua portuguesa foi originalmente concebida em 2012 por Gilberto Gil (músicas) em parceria com Rachel Ripani (texto e músicas). Na versão de 2023, a tradução do novo roteiro e revisão das músicas é de Bianca Tadini e Luciano Andrey.
Sob a direção de Julie Taymor e produção de Thomas Schumacher (presidente da Disney Theatrical Productions), O Rei Leão celebra 25 anos de sucesso ininterrupto, com uma história que atravessa gerações. A trama segue a jornada de Simba, desde sua infância até assumir seu lugar como rei, acompanhado de personagens icônicos como Mufasa, Nala, Timão, Pumba e o vilão Scar.
O elenco de 2023, composto por 53 atores, incluindo 12 sul-africanos, traz uma diversidade cultural impressionante, com canções interpretadas em seis línguas africanas originais, como Swahili, Zulu, Xhosa, Sotho, Tswana e Congolês. A presença de atores da África do Sul não apenas enriquece a autenticidade do espetáculo, mas também destaca a importância de preservar e celebrar as culturas representadas.
Thales Cesar assume o papel de Simba, com Nokwanda Khuzwayo como Nala, Drayson Menezes como Mufasa, e Marcel Octavio no papel de Scar, entre outros talentos que compõem o elenco.
A produção de 2023 se destaca não apenas pelo elenco renovado, mas também pela criatividade com que figurinos, máscaras e objetos de cena são utilizados para representar os animais, em vez de simplesmente imitá-los.
Os figurinos, máscaras e objetos que os atores usam são manipuláveis para permitir ao elenco atuações que representem cada animal, em vez de uma imitação do animal, dando a sensação ao público de estar em uma verdadeira savana africana.
A direção de Julie Taymor é um dos pilares do sucesso de O Rei Leão. Conhecida por seu trabalho inovador, Taymor trouxe para o teatro uma mistura de humanos e animais através de máscaras e fantoches, criando uma experiência teatral única que desafia os limites da imaginação.

## Enredo

### Primeiro Ato
Rafiki é avisado por Mufasa e Sarabi sobre Simba, que nasceu há pouco tempo. Ele junta todos os animais da floresta em uma pedra, para começar a apresentação de Simba ("Circle of Life"). Após isso, Simba cresce e vira uma criança. Mufasa e seu filho vão para a pedra do rei, para Mufasa dizer para Simba que tudo que o Sol toca pertencerá á Simba um dia ("Grasslands Chant"). Zazu chega e conta para Mufasa sobre as coisas que estão acontecendo no reino, atualmente ("The Morning Report", atualmente cortada da versão da Broadway e da Espanha). Simba tenta caçar Zazu, mas bate com a cabeça em uma pedra. Mufasa o aconselha a como caçar e Simba pula em cima de Zazu.
Após ser caçado, Zazu recebe a notícia de que três hienas invadiram o reino. Mufasa vai procura-las, e Simba não pode ir junto. Ele pergunta para seu tio Scar o que é que há naquela parte do reino em que o sol não toca. Ele diz que um cemitério de elefantes e não é coisa para uma criança. Simba fica alegre e vai contar a novidade para sua amiga Nala, que está com sua mãe perto dali. Ao encontrar Sarabi (mãe de Simba) e Sarafina (mãe de Nala), as leoas começam a fazer uma dança, que significa que elas vão caçar antílopes ("The Lioness Hunt"). Sarafina diz para os dois que eles podem ir no olho d'água apenas se Zazu for com eles. Simba fica chateado, e faz de tudo para encher Zazu ("I Just Can't Wait to Be King!"). Eles fogem do olho d'água e correm para o cemitério de elefantes, onde as três hienas residem. Elas tentam matar Simba e Nala, mas Mufasa chega e as afugenta ("Chow Down"). Mufasa fica chateado com Simba, pois ele o desobedeceu, e fala com ele que, se ele tivesse morrido, os Grandes Reis do Passado iriam aceitá-lo, mas que eles continuariam vivendo em todos eles ("They Live In You"). Perto dali, Scar e as hienas reclamam de Mufasa e Simba. Scar tem um plano para matar seu irmão, e o conta para as hienas ("Be Prepared"). Após um tempo, as hienas (da família Hyaenidae) assustam uma manada de antílopes, que emerge do palco, e quase mata Simba ("The Stampeade"). Mufasa recebe a notícia que Simba está lá, e vai salvar seu filho. Ele o salva, mas fica preso num galho e pede ajuda a Scar. Scar machuca o seu irmão, que cai embaixo da manada, e morre. Scar fala para Simba que ele foi o culpado de tudo, e fala que ele deve ir embora e nunca mais retornar. Scar conta para todos sobre a morte de Simba e a morte de Mufasa. Rafiki ouve a notícia e volta tristonho para o seu baobá, onde chora pela morte de Mufasa ("Rafiki Mourns"). Scar então se prepara para assumir o trono deixado por seu irmão ("Be Prepared (Reprise)"). Simba é encontrado por Timão e Pumba, dois aventureiros que passeiam e vivem na floresta. Eles o ensinam o verdadeiro lema da vida ("Hakuna Matata"), e o levam para um passeio nas matas. Simba cresce, vira um adolescente e entra na música dançando e cantando.

### Segundo Ato
O segundo ato começa com vários pássaros, homens e mulheres, que dançam ao redor de um lago com um fundo azul (One by One). Após a música, todos os pássaros e a beleza são trocados por esqueletos de elefantes, gaiolas e Scar. Uma terrível seca atingiu a Pedra do Rei. Scar reclama com Zazu e as hienas que ele não tem nenhum sucessor na hierarquia, e que há apenas uma leoa disponível. Uma Nala adolescente entra no cenário e explica para Scar que, por causa dele, a Pedra do Rei está fracassando. Scar tenta agarrar Nala, que reage, atingindo o rosto de Scar e correndo ("The Madness of King Scar"). Nala sai da Pedra do Rei e se encontra com as leoas, que decidem sair para caçar ("Shadowland"). Simba, Timão e Pumba andam pela floresta ("The Lion Sleeps Tonight"). Pumba é atacado por Nala, que acaba atacando Simba. Simba se lembra do ataque de Nala, quando eles ainda eram crianças, e se apaixonam ("Can You Feel The Love Tonight?"). Simba acha Rafiki e o pergunta sobre os Grandes Reis do Passado. Ele vê uma nuvem com o formato de Mufasa e reclama com ele sobre a ajuda que ele o dá ("Endless Night"). Rafiki descobre que Simba está vivo e vai contar a novidade para as leoas ("He Lives In You (Reprise)"). Simba entra na comemoração cantando e dançando quando vê um quadro com o formato do rosto de seu pai (Mufasa's Ghost). Há uma pausa instrumental, e Simba termina a música se juntando à Rafiki. Simba faz de tudo para matar seu tio Scar, que mentiu para todo mundo. Ele o acha, e descobre que Scar, não Simba, foi o culpado pela morte de Mufasa ("Simba Confronts Scar"). Scar morre e Simba se reúne com Rafiki, Timão e Pumba, para tomar o seu lugar como rei ("King of Pride Rock"). Nala, Zazu e os outros personagens entram no palco e se juntam com Simba. É o início de uma nova Era, com Rei Simba e Rainha Nala, e a filha deles, Kiara ("Circle of Life (Reprise)").

## Números musicais

### Produção original da Broadway
Ato I

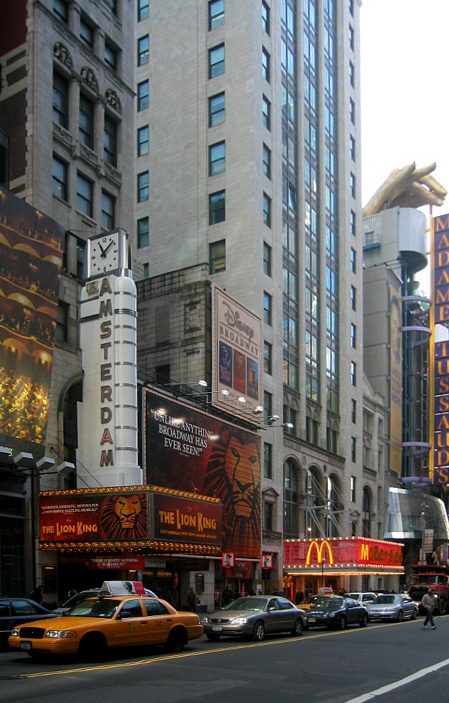
The Lion King no Teatro New Amsterdam, 2003.

- Circle of Life / Nants Ingonyama — Rafiki e Ensemble
- Grasslands Chant — Ensemble
- The Morning Report — Zazu, Mufasa e Simba jovem
- The Lioness Hunt — Ensemble
- I Just Can't Wait to Be King — Simba jovem, Nala jovem, Zazu e Ensemble
- Chow Down — Banzai, Shenzi e Ed
- They Live in You — Mufasa e Ensemble
- Be Prepared — Scar, Banzai, Shenzi, Ed e Ensemble
- The Stampede — Ensemble
- Rafiki Mourns — Rafiki e Ensemble
- Hakuna Matata — Timão, Pumba, Simba jovem, Simba adulto e Ensemble

*: A canção The Morning Report foi cortada da versão da Broadway em 27 de junho de 2010.

Ato II
- One by One — Ensemble
- The Madness of King Scar — Scar, Zazu, Banzai, Shenzi, Ed e Nala
- Shadowland — Nala, Rafiki e Ensemble
- The Lion Sleeps Tonight — Timão e Pumba
- Endless Night — Simba e Ensemble
- Can You Feel the Love Tonight — Simba, Nala, Timão, Pumba e Ensemble
- He Lives in You — Rafiki, Simba e Ensemble
- Simba Confronts Scar — Instrumental
- King of Pride Rock/Circle of Life (Reprise) — Simba, Nala, Rafiki, Zazu, Timão, Pumba e todo Ensemble

### Produção original do Brasil
No Brasil, a versão em português das músicas do espetáculo foi traduzida e adaptada por Gilberto Gil e possuem uma letra que difere das músicas da versão dublada em português brasileiro dos filmes. Embora tanto o filme como o musical sejam propriedades da Disney, especula-se que a própria que exige que as letras do musical sejam diferentes às dos filmes em qualquer país que o produza. Curiosamente, os únicos países que mantiveram a consistência das letras foram as versões em inglês e alemão. Para a produção de 2023, houve uma nova ligeira mudança na letra de Está em Ti.
Ato I
- Ciclo da Vida / Nants Ingonyama — Rafiki e Ensemble
- O Encanto da Savana — Ensemble
- Caça das Leoas — Ensemble
- Eu Mal Posso Esperar pra Ser Rei — Simba jovem, Nala jovem, Zazu e Ensemble
- Jantar — Banzai, Shenzi e Ed
- Estão em Ti — Mufasa e Ensemble
- Se Preparem — Scar, Banzai, Shenzi, Ed e Ensemble
- Estouro da Manada — Ensemble
- Rafiki de Luto — Rafiki e Ensemble
- Hakuna Matata — Timão, Pumba, Simba jovem, Simba adulto e Ensemble

Ato II
- Um a Um — Ensemble
- A Loucura do Rei Scar — Scar, Zazu, Banzai, Shenzi, Ed e Nala
- Terra Seca — Nala, Rafiki e Ensemble
- O Leão vai Dormir — Timão e Pumba
- Noite sem Fim — Simba e Ensemble
- Dá pra Ver o Amor Aqui — Simba, Nala, Timão, Pumba e Ensemble
- Está em Ti — Rafiki, Simba e Ensemble
- Simba Confronta Scar — Instrumental
- Rei da Pedra dos Leões/Ciclo da Vida (Reprise) — Simba, Nala, Rafiki, Zazu, Timão, Pumba e todo Ensemble

## Lista de elencos
| Personagem    | Broadway (1997)                     | Londres (1999)                                | São Paulo (2013)                                                 | São Paulo (2014)                                              | São Paulo (2023)                     |            |
| Simba         | Jason Raize                         | Roger Wright                                  | Tiago Barbosa                                                    | Tiago Barbosa                                                 | Thales Cesar                         |            |
| Scar          | John Vickery                        | Rob Edwards                                   | Osvaldo Mil                                                      | Felipe Carvalhido                                             | Marcel Octavio                       |            |
| Mufasa        | Samuel E. Wright                    | Cornell John                                  | César Mello                                                      | César Mello                                                   | Drayson Menezes                      |            |
| Nala          | Heather Headley                     | Paulette Ivory                                | Josi Lopes                                                       | Josi Lopes                                                    | Nokwanda Khuzwayo Nayara Venâncio    |            |
| Rafiki        | Tsidii Le Loka                      | Josette Bushell-Mingo                         | Phindile Mkhize                                                  | Ntsepa Pitjeng                                                | Zama Magudulela                      |            |
| Timon         | Max Casella                         | Simon Gregor                                  | Ronaldo Reis                                                     | Ronaldo Reis                                                  | Lucas Cândido                        |            |
| Pumba         | Tom Alan Robbins                    | Martyn Ellis                                  | Marcelo Klabin                                                   | Marcelo Klabin                                                | Diego Luri                           |            |
| Zazu          | Geoff Hoyle                         | Gregory Gudgeon                               | Rodrigo Candelot                                                 | Claudio Galvan                                                | Rafael Canedo                        |            |
| Shenzi        | Tracy Nicole Chapman                | Stephanie Charles                             | Juliana Peppi                                                    | Juliana Peppi                                                 | Tai Martins                          |            |
| Banzai        | Stanley Wayne Mathis                | Paul J. Medford                               | Jorge Neto                                                       | Guilherme Leal                                                | Fernando Mariano                     |            |
| Ed            | Kevin Cahoon                        | Christopher Holt                              | Felippe Moraes                                                   | Felippe Moraes                                                | Gustavo Waz                          |            |
| Sarabi        | Gina Breedlove                      | Dawn Michael                                  | Renata Villella                                                  | Renata Villella                                               | Josi Lopes                           | Josi Lopes |
| Simba Criança | Scott Irby-Ranniar Alberto Cruz Jr. | Nathan Laryea Ryland Thompson Luke Youngblood | Gustavo Bonfim Henrique Filgueiras Matheus Braga Yudchi Taniguti | Cauã Martins Gustavo Bonfim Kayky Reis Yudchi Taniguti        | Davi Martins Leo Brandão Luiz Amorim |            |
| Nala Criança  | Kajuana Shuford Jennifer Josephs    | Jade Ewen Dominique Moore Caroline Wise       | Any Gabrielly Karollyne Nascimento Laís Dias Ysa Moreno          | Ayumi Higa Jamilly Mariano Karollyne Nascimento Queren Rachel | Ana da Mata Bia Brandão Lorena Habib |            |

## Trilha sonora
Faixas
1. Circle Of Life/Nants Ingonyama
2. Grasslands Chant
3. The Morning Report
4. The Lioness Hunt
5. I Just Can't Wait to Be King
6. Chow Down
7. They Live in You
8. Be Prepared
9. The Stampede
10. Rafiki Mourns
11. Hakuna Matata
12. One by One
13. The Madness of King Scar
14. Shadowland
15. Endless Nights
16. The Lion Sleeps Tonight
17. Can You Feel the Love Tonight
18. He Lives in You (Reprise)
19. Simba Confronts Scar
20. King of Pride Rock/Circle of Life (Reprise)

## Prêmios e Indicações

### Original Produção da Broadway
| Ano  | Prêmio               | Categoria                   | Nomeação                                                                             | Resultado |
| ---- | -------------------- | --------------------------- | ------------------------------------------------------------------------------------ | --------- |
| 1998 | Drama Desk Awards    | Melhor Musical              | Melhor Musical                                                                       | Indicado  |
| 1998 | Drama Desk Awards    | Melhor Ator Coadjuvante     | Max Casella                                                                          | Indicado  |
| 1998 | Drama Desk Awards    | Melhor Ator Coadjuvante     | Geoff Hoyle                                                                          | Indicado  |
| 1998 | Drama Desk Awards    | Melhor Atriz Coadjuvante    | Tsidii Le Loka                                                                       | Venceu    |
| 1998 | Drama Desk Awards    | Melhor Diretor              | Julie Taymor                                                                         | Venceu    |
| 1998 | Drama Desk Awards    | Melhor Coreografia          | Garth Fagan                                                                          | Venceu    |
| 1998 | Drama Desk Awards    | Melhor Orquestração         | Robert Elhai, David Metzger, e Bruce Fowler                                          | Indicado  |
| 1998 | Drama Desk Awards    | Melhor Direção de Arte      | Richard Hudson                                                                       | Venceu    |
| 1998 | Drama Desk Awards    | Melhor Figurino             | Julie Taymor                                                                         | Venceu    |
| 1998 | Drama Desk Awards    | Melhor Iluminação           | Donald Holder                                                                        | Venceu    |
| 1998 | Drama Desk Awards    | Melhor Design de Som        | Tony Meola                                                                           | Venceu    |
| 1998 | Drama Desk Awards    | Melhor Design de Marionetes | Julie Taymor e Michael Curry                                                         | Venceu    |
| 1998 | Theatre World Awards |                             | Max Casella                                                                          | Venceu    |
| 1998 | Tony Awards          | Melhor Musical              | Melhor Musical                                                                       | Venceu    |
| 1998 | Tony Awards          | Melhor Libreto              | Roger Allers e Irene Mecchi                                                          | Indicado  |
| 1998 | Tony Awards          | Melhor Música               | Elton John, Tim Rice, Hans Zimmer, Lebo M, Mark Mancina, Jay Rifkin and Julie Taymor | Indicado  |
| 1998 | Tony Awards          | Melhor Ator Coadjuvante     | Samuel E. Wright                                                                     | Indicado  |
| 1998 | Tony Awards          | Melhor Atriz Coadjuvante    | Tsidii Le Loka                                                                       | Indicado  |
| 1998 | Tony Awards          | Melhor Direção              | Julie Taymor                                                                         | Venceu    |
| 1998 | Tony Awards          | Melhor Coreografia          | Garth Fagan                                                                          | Venceu    |
| 1998 | Tony Awards          | Melhor Orquestração         | Robert Elhai, David Metzger e Bruce Fowler                                           | Indicado  |
| 1998 | Tony Awards          | Melhor Direção de Arte      | Richard Hudson                                                                       | Venceu    |
| 1998 | Tony Awards          | Melhor Figurino             | Julie Taymor e Michael Curry                                                         | Venceu    |
| 1998 | Tony Awards          | Melhor Iluminação           | Donald Holder                                                                        | Venceu    |

### Original Produção de Londres
| Ano  | Prêmio                 | Categoria               | Nomeação              | Resultado |
| ---- | ---------------------- | ----------------------- | --------------------- | --------- |
| 1999 | Laurence Olivier Award | Melhor Novo Musical     | Melhor Novo Musical   | Indicado  |
| 1999 | Laurence Olivier Award | Melhor Ator Coadjuvante | Rob Edwards           | Indicado  |
| 1999 | Laurence Olivier Award | Melhor Atriz em Musical | Josette Bushell-Mingo | Indicado  |
| 1999 | Laurence Olivier Award | Melhor Direção          | Julie Taymor          | Indicado  |
| 1999 | Laurence Olivier Award | Melhor Coreografia      | Garth Fagan           | Venceu    |
| 1999 | Laurence Olivier Award | Melhor Direção de Arte  | Richard Hudson        | Indicado  |
| 1999 | Laurence Olivier Award | Melhor Figurino         | Julie Taymor          | Venceu    |
| 1999 | Laurence Olivier Award | Melhor Iluminação       | Donald Holder         | Venceu    |

### Original Produção Francesa
| Ano  | Prêmio         | Categoria                   | Nomeação       | Resultado |
| ---- | -------------- | --------------------------- | -------------- | --------- |
| 2008 | Molière Awards | Melhor Musical              | Melhor Musical | Venceu    |
| 2008 | Molière Awards | Melhor Figurino             | Julie Taymor   | Venceu    |
| 2008 | Molière Awards | Melhor Design de Iluminação | Donald Holder  | Venceu    |

### Original Produção Brasileira
| 2014 | Prêmio Bibi Ferreira |                         |                        |          |
| 2014 | Prêmio Bibi Ferreira | Ator Revelação          | Tiago Barbosa (Simba)  | Venceu   |
| 2014 | Prêmio Bibi Ferreira | Melhor Ator Coadjuvante | Marcelo Klabin (Pumba) | Indicado |
| 2014 | Prêmio Bibi Ferreira | Melhor Ator Coadjuvante | Ronaldo Reis (Timão)   | Indicado |